# Fauna del Sàhara

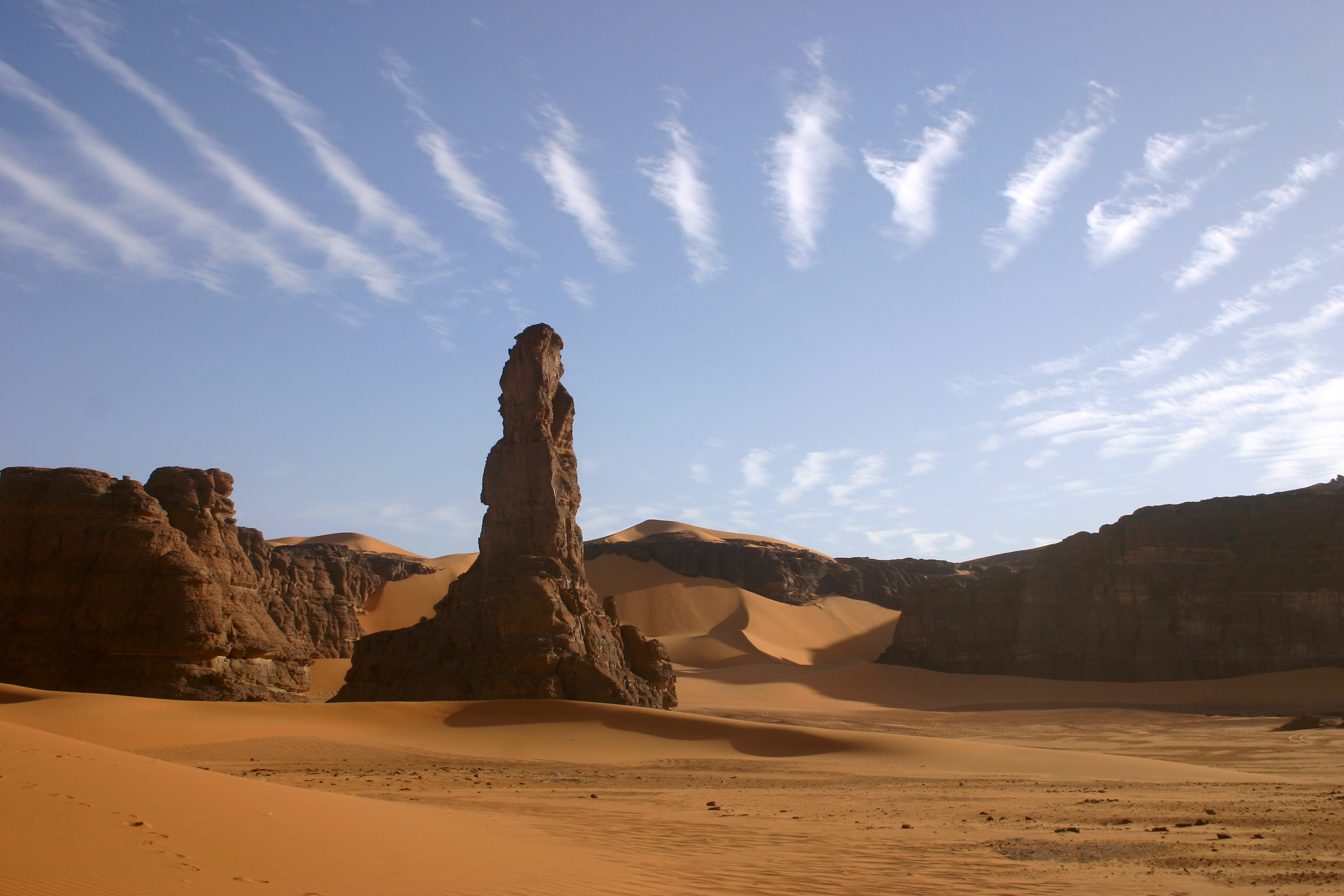
El Sàhara a Tadrart, Líbia

La fauna del Sàhara dins la zona del nord d'Àfrica que limita les precipitacions mitjanes anual per sota dels 100 mm consta d'una gran varietat d'espècies adaptades a les condicions d'aridesa.
Els animals considerats emblemàtics del desert del Sàhara a més del dromedari són l'addax, la gasela dorcas i les dues espècies de guineus saharianes la guineu pàl·lida i la guineu de Rüeppell. Alguns d'aquests animals són estrictament desertícoles i no abandonen mai la zona compresa a l'interior de les isohietes dels 100 mm anuals (l'addax per exemple) 

## Estratègies de resistència[1]
Plantes i animals disposen d'estratègies per economitzar l'aigua i evitar la calor excessiva.
- Molts animals no necessiten beure aigua, ja que l'obtenen dels aliments que mengen. Entre tots els animals és molt comú cercar aigua i aliment a partir del crepuscle o de nit.
- Els escorpins i els insectes disposen d'una capa espessa de quitina i una vida subterrània.
- Els mamífers recuperen el vapor d'aigua que contenen els pulmons fent que es condensi en les narius, en alguns animals l'evolució els ha portat a perdre les glàndules sudorípares. Els mamífers de mida mitjana tenen sovint unes orelles que regulen la temperatura (per exemple guineus saharianes). Els pèls són curts, ja que permeten millor la regulació de la temperatura. Es presenta un augment de la temperatura interna per evitar la transpiració. També fan el fem molt sec.
- Els ocells emeten una orina gairebé sòlida.

## Diversitat faunística[2]
- D'entre els mamífers (110 espècies en total) n'hi ha 20 dels considerats grans i 90 dels petits. Es classifiquen en 10 ungulats, 17 carnívors, 45 rosegadors, 2 lagomorfs, 22 quiròpters, 12 insectívors, 1 de la família Hyracoidea. Tots els gran mamífers estan en perill d'extinció. Els rosegadors estan molt ben representats, de  jerbus petits (Gerbillus ssp) n'hi ha 8 espècies.
- Entre els ocells un total de 256 espècies (56 de residents i 200 de migradores)
- Rèptils en total 96 espècies, 66 saures i 30 serps
- Amfibis 10 espècies
- Peixos 20 espècies
- Artròpodes: Escorpins més de 20 espècies, Aranyes diversos centenars d'espècies, Solífugs nombrosos (5 famílies), tèrmits 30, formigues 66, miriàpodes 15, cotxinilles 14, coleòpters diversos centenars.
- A més s'hi ha d'afegir la vida microbiana en els sòls.